# Viss
Viss község Borsod-Abaúj-Zemplén vármegyében, a Sárospataki járásban.

## Fekvése
A Bodrogközben, Olaszliszka, Kenézlő és Zalkod közt fekvő település.

## Története
A település a honfoglalás korában jött létre, a honfoglalás kori leletek ma Nyíregyházán tekinthetőek meg a Jósa András Múzeumban. A falut elsőként 1239-ben említik.
1410-ben a település vámhely, vízi és szárazföldi vámja is van.
A 15. század közepéig több birtokosa is volt a településnek: Upor, Ujfalusy, és az Óbégányi családoknak volt itt birtoka. A település ekkor Zemplén vármegyéhez tartozott.
A 15. század végén még a Buttkay, Márky, Ráskay családot is birtokosai között találjuk.
A 16. század elején nevét már Viss-nek írták, ekkor a Farkas család volt a falu birtokosa.
1885-ben a faluban nagy tűzvész pusztított, melyben Viss majdnem teljesen leégett.
Viss-nek az 1910-es népszámláláskor 1051 lakosa volt, ebből 1048 magyar, melyből 514 római katolikus, 229 görögkatolikus, 270 református volt.
Az 1950-es megyerendezésig Szabolcs vármegye Dadai felső járásához tartozott.

## Közélete

### Polgármesterei
- 1990–1994: Fazekas Gyuláné (független)[3]
- 1994–1998: Fazekas Gyula (független)[4]
- 1998–2002: Fazekas Gyula (Zempléni Településszövetség)[5]
- 2002–2006: Fazekas Gyula (független)[6]
- 2006–2010: Fazekas Gyula (független)[7]
- 2010–2014: Fazekas Gyula (független)[8]
- 2014–2019: Tamás János (független)[9]
- 2019–2024: Tamás János (független)[10]
- 2024– : Sztankó Bernadette (független)[1]

## Népesség
A település népességének változása:
| Lakosok száma | 696  | 685  | 678  | 521  | 458  | 494  | 443  |
|               | 2013 | 2014 | 2015 | 2021 | 2022 | 2023 | 2024 |

2001-ben település lakosságának 93%-a magyar, 7%-a cigány nemzetiségűnek vallotta magát.
A 2011-es népszámlálás során a lakosok 89,4%-a magyarnak, 10,9% cigánynak, 1% németnek mondta magát (10,5% nem nyilatkozott; a kettős identitások miatt a végösszeg nagyobb lehet 100%-nál). A vallási megoszlás a következő volt: római katolikus 32,5%, református 13%, görögkatolikus 23,1%, felekezeten kívüli 7,9% (21,6% nem válaszolt).
2022-ben a lakosság 88,2%-a vallotta magát magyarnak, 7% cigánynak, 1,1% németnek, 0,4% ukránnak, 0,4% szlováknak, 0,2% örménynek, 2,2% egyéb, nem hazai nemzetiségűnek (11,6% nem nyilatkozott; a kettős identitások miatt a végösszeg nagyobb lehet 100%-nál). Vallásuk szerint 28,8% volt római katolikus, 13,3% református, 16,4% görög katolikus, 7,6% felekezeten kívüli (33,6% nem válaszolt).

## Nevezetességei
- Római katolikus temploma 1827-ben épült.